# Hastberg
Hastberg ist ein Weiler im Wuppertaler Wohnquartier Herbringhausen im Stadtbezirk Langerfeld-Beyenburg.

## Geografie
Der Weiler liegt auf 289 m ü. NHN, umgeben von hügeligen landwirtschaftlichen Flächen östlich des Marscheider Bachs. Westlich liegt der Weiler Großsporkert, nördlich der Weiler Wefelpütt, östlich der Weiler Windgassen und südlich die Remscheider Hofschaft Luckhausen. Die Hastberger Mühle befindet sich in der Nachbarschaft.

## Geschichte
Hastberg ist als Teil der Honschaft Garschagen beurkundet und gehörte zum Amt Beyenburg. 1715 wird der Weiler auf der Topographia Ducatus Montani als Hastberg bezeichnet. Güter des Wohnplatzes gehörten aber nicht der Honschaft, sondern der Außenbürgerschaft Lennep an.
1815/16 besaß der Ort 27 Einwohner. 1832 gehörte der Ort zur Außenbürgerschaft Lennep der Bürgermeisterei Lennep. Der laut der Statistik und Topographie des Regierungsbezirks Düsseldorf als Schleiferei kategorisierte Ort besaß zu dieser Zeit vier Wohnhäuser und acht landwirtschaftliche Gebäude. Zu dieser Zeit lebten 33 Einwohner im Ort, 1 katholischen und 32 evangelischen Glaubens. 1888 sind in dem Gemeindelexikon der Rheinprovinz drei Wohnhäuser mit 23 Einwohnern verzeichnet.